# Rio Santo Antônio (vattendrag i Brasilien, Santa Catarina)
Rio Santo Antônio är ett vattendrag i Brasilien.   Det ligger i delstaten Santa Catarina, i den södra delen av landet, 1 300 km söder om huvudstaden Brasília.
I omgivningarna runt Rio Santo Antônio växer huvudsakligen savannskog. Runt Rio Santo Antônio är det ganska glesbefolkat, med 22 invånare per kvadratkilometer.